# Minimal House
Minimal House (auch Microhouse) ist eine Unterkategorie der House- und Techno-Musik. Sie zeichnet sich aus durch verhältnismäßig langsame Tempi, die Verwendung weniger Elemente und einen minimalen Aufbau. Als Urvater gilt der Detroiter DJ und Produzent Robert Hood.
Minimal House ist geprägt durch einen regelmäßigen 4/4-Rhythmus mit einer Bassdrum auf jedem Viertel. Das Tempo bewegt sich typischerweise zwischen 115 und 130 BPM. Die meist instrumentalen Tracks bestehen zum wesentlichen aus Rhythmus-Elementen, die sehr spärlich und gezielt eingesetzt werden. Ergänzt wird die Struktur oft durch hypnotisierend monotone und disharmonische, atonale Synthesizer-Akkorde.
Die deutsche Minimal-House-Szene wurde vor allem durch den DJ und Produzenten Steve Bug geprägt.
In jüngster Vergangenheit haben aber immer mehr Künstler wie z. B. SoloWG, Wighnomy Brothers, Matthew Herbert, Markus Nikolai oder Michael Mayer Bekanntheit erlangt.